# Heimdal (stacja kolejowa)
Heimdal – stacja kolejowa w Heimdal, w regionie Trøndelag w Norwegii, jest oddalony od Oslo Sentralstasjon o 541,41 km. Znajduje się na wysokości 143,5 m n.p.m.

## Ruch pasażerski
Należy do linii Dovrebanen, jest stacją węzłową dla Rørosbanen, Jest elementem kolei aglomeracyjnej w Trondheim i obsługuje lokalny ruch do Røros, Trondheim S i Steinkjer. W ciągu dnia odchodzi z niej ok. 20 pociągów.

## Obsługa pasażerów
Poczekalnia, kasa biletowa, telefon publiczny, parking na 50 samochodów, parking rowerowy, kiosk, przystanek autobusowy, postój taksówek.